# Phitsanulok
Phitsanulok (in thailandese พิษณุโลก; [pʰít.sā.nú.lôːk] ) è una città della Thailandia di 64 068 abitanti (2020). È situata circa 380 km a nord di Bangkok e il suo territorio fa parte del Distretto di Mueang Phitsanulok, che è il capoluogo della provincia omonima.

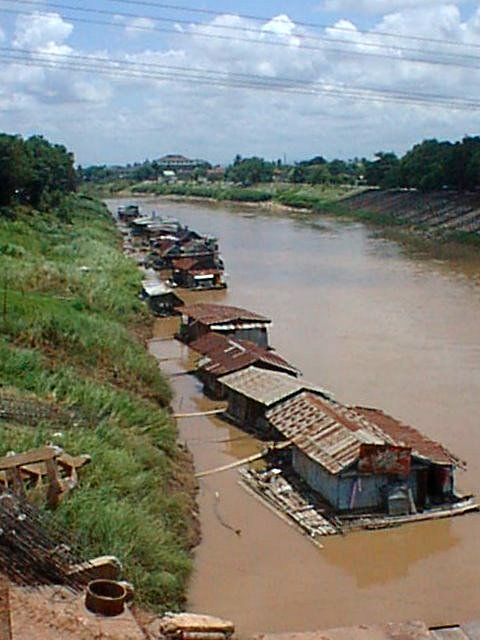
Case galleggianti lungo il fiume Nan

La città è anche nota con il nome di Song Kwae, cioè città dei due fiumi, perché si trova alla confluenza del Nan e del Kwae Noi; lungo tali fiumi e lungo i canali (khlong) vi è molta animazione e si possono vedere diverse case galleggianti.

## Storia
Phitsanulok fu capitale per 25 anni del Regno di Trailoknat durante il periodo di Ayutthaya.

## Luoghi d'interesse

### Wat Phra Si Rattana Mahathat

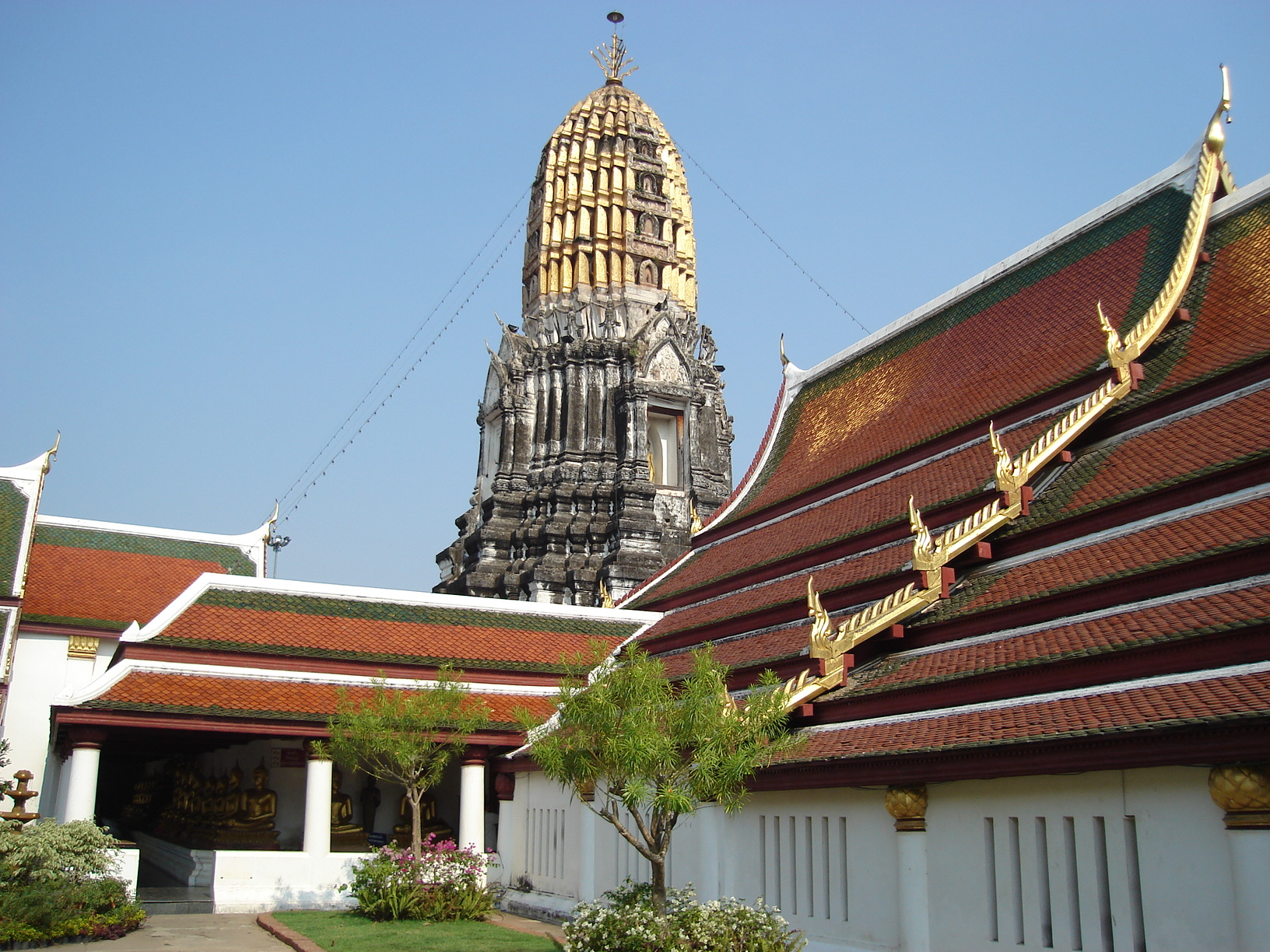
Wat Phra Si Rattana Mahathat

Il Wat Phra Si Rattana Mahathat è il principale complesso templare della città e conserva il Phra Buddha Chinnarat (in thailandese: พระพุทธชินราช), una statua del Buddha molto venerata.

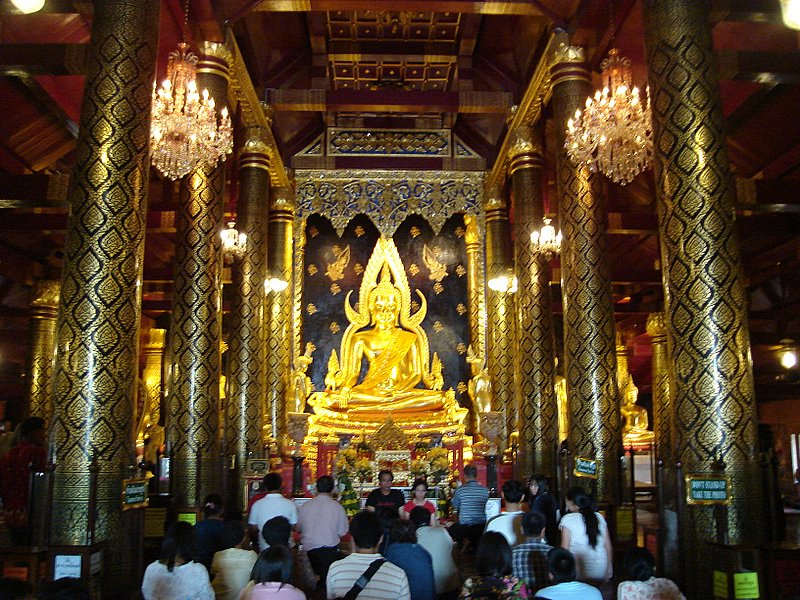
Phra Buddha Chinnarat